# فولكلور أذربيجاني

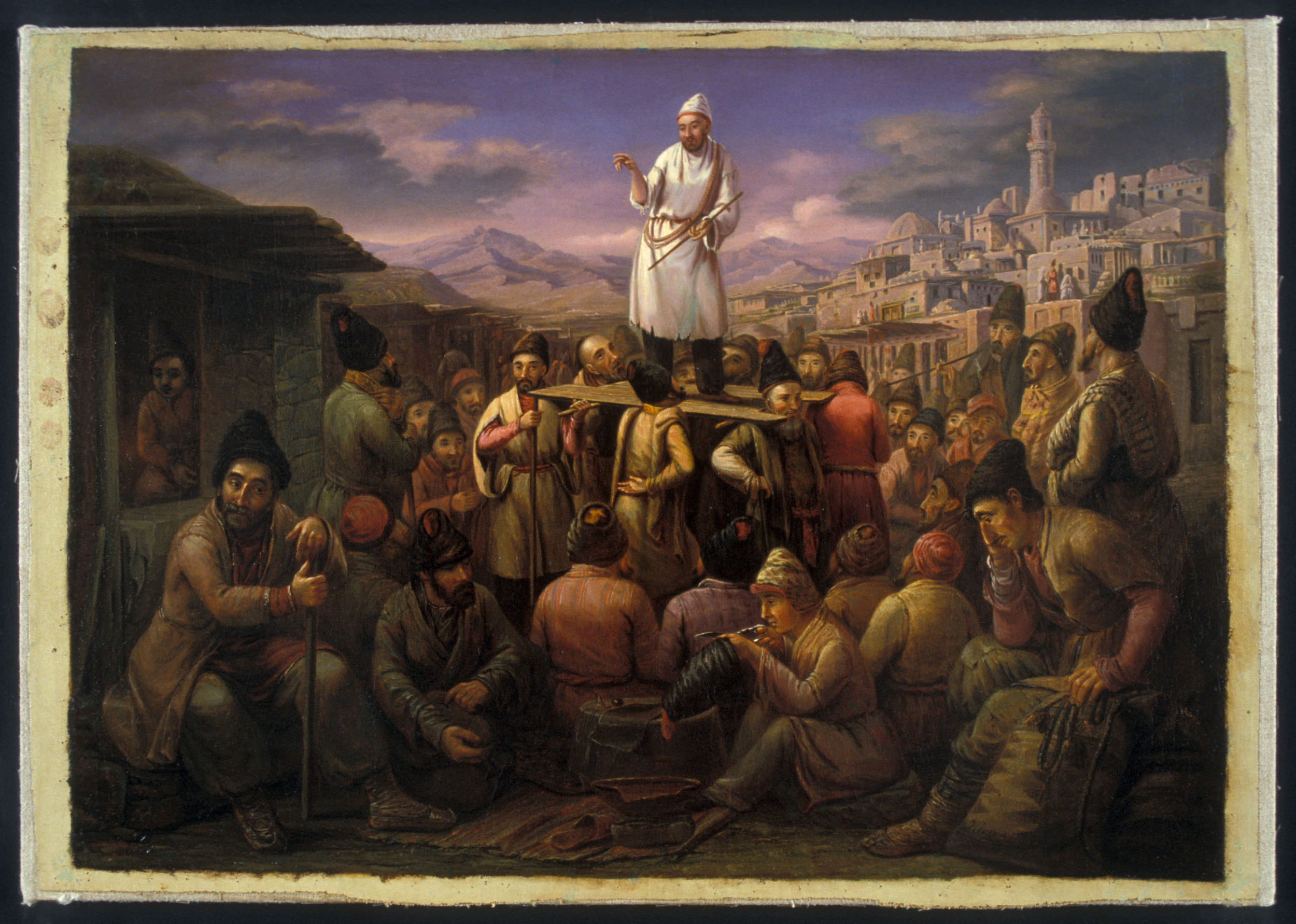

الفولكلور الأذربيجاني (بالأذرية: Azərbaycan folkloru) هو التقليد الشعبي للأذر الذي تطور على مر القرون. يتجسد الفولكلور الأذربيجاني بوضوح في مجموعة كبيرة من الروايات وضمنيًا في الفنون التمثيلية، مثل المزهريات والعروض النذرية.